# ナンテニン
ナンテニン(Nantenine)は、ナンテン (Nandina domestica)やキケマン属の植物に含まれるアルカロイドである。α1アドレナリン受容体と5-HT2Aセロトニン受容体の両方のアンタゴニストであり、動物におけるメチレンジオキシメタンフェタミン(MDMA)の行動的な作用と生理的な作用の両方を阻害する。